# عدد مثلثي تربيعي

عدد مثلثي تربيعي 36 تم تمثيله كعدد مثلثي وكعدد مربع.

العدد المثلثي التربيعي (أو العدد التربيعي المثلثي) Square triangular number هو عدد عدد مثلثي ومربع كامل.
هنالك أعداد لانهائية مثلثية تربيعية، الأولى منها هي 0, 1, 36, 1225, 41616, 1413721, 48024900, 1631432881, 55420693056, 1882672131025 (متسلسلة A001110 في OEIS).

## الصيغ الصريحة
بكتابة Nk للعدد المثلثي التربيعي kوبكتابة sk وtk لأطراف التربيع والتكعيب المقابلة بالصورة
{\displaystyle N_{k}=s_{k}^{2}={\frac {t_{k}(t_{k}+1)}{2}}.}
عرف الجذر المثلثي للعدد المثلثي {\displaystyle N={\frac {n(n+1)}{2}}} على أنه {\displaystyle n}. من التعريف ومن الصيغة التربيعية {\displaystyle n={\frac {{\sqrt {8N+1}}-1}{2}}.}لذلك، {\displaystyle N} يكون مثلثي إذا وإذا كان فقط {\displaystyle 8N+1} تربيعيا. بناء عليه، {\displaystyle M^{2}} يكون تربيعيا ومثلثيا إذا وإذا كان فقط {\displaystyle 8M^{2}+1} تربيعيا، بعبارة أخرى، توجد أعداد {\displaystyle x} و{\displaystyle y} بحيث {\displaystyle x^{2}-8y^{2}=1}. هذه صورة من معادلة بيل مع {\displaystyle n=8}. جميع معادلات بيل لها حلول بديهية لأي قيمة n، يدعى هذا الحل بالصفري ويفهرس {\displaystyle (x_{0},y_{0})}. إذا كان{\displaystyle (x_{k},y_{k})} يرمز إلى الحل اللابديهي k لأي معادلة بيل لقيمة محدد n، فيمكن تبيان أن {\displaystyle x_{k+1}=2x_{k}x_{1}-x_{k-1}} و{\displaystyle y_{k+1}=2y_{k}x_{1}-y_{k-1}}. بالتالي هناك لانهاية من الحلول لأي معادلة بيل بحيث لها حل لابديهي محقق كلما كانت n غير مربعة. الحل اللابديهي الأول عندما n=8 سهل الإيجاد: إنه (3,1). الحل {\displaystyle (x_{k},y_{k})} لمعادلة بيل عندما n=8 ينتج عدد مثلثي تربيعي وجذورة التربيعية والمثلثية: {\displaystyle s_{k}=y_{k},t_{k}={\frac {x_{k}-1}{2}},} و{\displaystyle N_{k}=y_{k}^{2}.} بالتالي، العدد المثلثي التربيعية الأول، مشتق من (3,1), is 1، والثاني مشتق من (17,6) (=6×(3,1)-(1,0)), هو 36.
في 1778 استطاع ليونارد أويلر إيجاد الصيغة الصريحة :12–13
{\displaystyle N_{k}=\left({\frac {(3+2{\sqrt {2}})^{k}-(3-2{\sqrt {2}})^{k}}{4{\sqrt {2}}}}\right)^{2}.}
من الصيغ الأخرى المكافئة (نحصل عليها من نشر هذه الصيغة) التي قد تكون مناسبة
{\displaystyle {\begin{aligned}N_{k}&={1 \over 32}\left((1+{\sqrt {2}})^{2k}-(1-{\sqrt {2}})^{2k}\right)^{2}={1 \over 32}\left((1+{\sqrt {2}})^{4k}-2+(1-{\sqrt {2}})^{4k}\right)\\&={1 \over 32}\left((17+12{\sqrt {2}})^{k}-2+(17-12{\sqrt {2}})^{k}\right).\end{aligned}}}
الصيغ الصريحة المقابلة لـ sk وtk هي :13
{\displaystyle s_{k}={\frac {(3+2{\sqrt {2}})^{k}-(3-2{\sqrt {2}})^{k}}{4{\sqrt {2}}}}}
و
{\displaystyle t_{k}={\frac {(3+2{\sqrt {2}})^{k}+(3-2{\sqrt {2}})^{k}-2}{4}}.}

## معادلة بيل
تنخفض مسألة الأعداد التربيعية المثلثية إلى معادلة بيل بالطريقة التالية.
كل عدد مثلثي هو بالصورة t(t + 1)/2. لذلك نبحث عن أعداد صحيحة t، s بحيث
{\displaystyle {\frac {t(t+1)}{2}}=s^{2}.}
بتحليل جبري بسيط تصبح
{\displaystyle (2t+1)^{2}=8s^{2}+1,}
ثم بجعل x = 2t + 1 وy = 2s، نحصل على معادلة ديفونتية
{\displaystyle x^{2}-2y^{2}=1}
وهي صورة من معادلة بيل. هذه المعادلة بالذات تحل عن طريق عدد بيلs Pk بصورة 
{\displaystyle x=P_{2k}+P_{2k-1},\quad y=P_{2k};}
ولذلك فإن جميع الحلول تعطى بالعلاقة
{\displaystyle s_{k}={\frac {P_{2k}}{2}},\quad t_{k}={\frac {P_{2k}+P_{2k-1}-1}{2}},\quad N_{k}=\left({\frac {P_{2k}}{2}}\right)^{2}.}
هناك العديد من المتطابقات حول عدد بيل، وهذه تترجم إلى متطابقات حول العدد التربيعي المثلثي.

## علاقات المعاودة أو التكرار
هناك صيغ تكرارية للأعداد التربيعية المثلثية، وكذلك للمربعات والمثلثيات ذات العلاقة. لدينا:(12)
{\displaystyle N_{k}=34N_{k-1}-N_{k-2}+2,{\text{ with }}N_{0}=0{\text{ and }}N_{1}=1.}
{\displaystyle N_{k}=\left(6{\sqrt {N_{k-1}}}-{\sqrt {N_{k-2}}}\right)^{2},{\text{ with }}N_{0}=0{\text{ and }}N_{1}=1.}
لدينا:13
{\displaystyle s_{k}=6s_{k-1}-s_{k-2},{\text{ with }}s_{0}=0{\text{ and }}s_{1}=1;}
{\displaystyle t_{k}=6t_{k-1}-t_{k-2}+2,{\text{ with }}t_{0}=0{\text{ and }}t_{1}=1.}

## بيانات عددية
مع كبر قيمة {\displaystyle k} ، تصبح النسبة {\displaystyle t_{k}/s_{k}} قريبة من {\displaystyle {\sqrt {2}}\approx 1.41421356} ونسبة الأعداد التربيعية المثلية تقترب من {\displaystyle (1+{\sqrt {2}})^{4}=17+12{\sqrt {2}}\approx 33.970562748}. الجدول التالي يعطي قيما من {\displaystyle k} between 0 and 11، والتي توضح كل الأعداد التربيعية المثلثية حتى {\displaystyle 100\,000\,000}.
| {\displaystyle k}  | {\displaystyle N_{k}}                      | {\displaystyle s_{k}}        | {\displaystyle t_{k}}        | {\displaystyle t_{k}/s_{k}} | {\displaystyle N_{k}/N_{k-1}} |
| ------------------ | ------------------------------------------ | ---------------------------- | ---------------------------- | --------------------------- | ----------------------------- |
| {\displaystyle 0}  | {\displaystyle 0}                          | {\displaystyle 0}            | {\displaystyle 0}            |                             |                               |
| {\displaystyle 1}  | {\displaystyle 1}                          | {\displaystyle 1}            | {\displaystyle 1}            | {\displaystyle 1.00000000}  |                               |
| {\displaystyle 2}  | {\displaystyle 36}                         | {\displaystyle 6}            | {\displaystyle 8}            | {\displaystyle 1.33333333}  | {\displaystyle 36.000000000}  |
| {\displaystyle 3}  | {\displaystyle 1\,225}                     | {\displaystyle 35}           | {\displaystyle 49}           | {\displaystyle 1.40000000}  | {\displaystyle 34.027777778}  |
| {\displaystyle 4}  | {\displaystyle 41\,616}                    | {\displaystyle 204}          | {\displaystyle 288}          | {\displaystyle 1.41176471}  | {\displaystyle 33.972244898}  |
| {\displaystyle 5}  | {\displaystyle 1\,413\,721}                | {\displaystyle 1\,189}       | {\displaystyle 1\,681}       | {\displaystyle 1.41379310}  | {\displaystyle 33.970612265}  |
| {\displaystyle 6}  | {\displaystyle 48\,024\,900}               | {\displaystyle 6\,930}       | {\displaystyle 9\,800}       | {\displaystyle 1.41414141}  | {\displaystyle 33.970564206}  |
| {\displaystyle 7}  | {\displaystyle 1\,631\,432\,881}           | {\displaystyle 40\,391}      | {\displaystyle 57\,121}      | {\displaystyle 1.41420118}  | {\displaystyle 33.970562791}  |
| {\displaystyle 8}  | {\displaystyle 55\,420\,693\,056}          | {\displaystyle 235\,416}     | {\displaystyle 332\,928}     | {\displaystyle 1.41421144}  | {\displaystyle 33.970562750}  |
| {\displaystyle 9}  | {\displaystyle 1\,882\,672\,131\,025}      | {\displaystyle 1\,372\,105}  | {\displaystyle 1\,940\,449}  | {\displaystyle 1.41421320}  | {\displaystyle 33.970562749}  |
| {\displaystyle 10} | {\displaystyle 63\,955\,431\,761\,796}     | {\displaystyle 7\,997\,214}  | {\displaystyle 11\,309\,768} | {\displaystyle 1.41421350}  | {\displaystyle 33.970562748}  |
| {\displaystyle 11} | {\displaystyle 2\,172\,602\,007\,770\,041} | {\displaystyle 46\,611\,179} | {\displaystyle 65\,918\,161} | {\displaystyle 1.41421355}  | {\displaystyle 33.970562748}  |

## وصلات خارجية
- مثلثية تربيعية على cut-the-knot
- إيريك ويستاين، Square Triangular Number، ماثوورلد Mathworld (باللغة الإنكليزية).
- حل مايكل دميت